# Psychotria embirensis
Psychotria embirensis är en måreväxtart som beskrevs av Julian Alfred Steyermark. Psychotria embirensis ingår i släktet Psychotria och familjen måreväxter. Inga underarter finns listade i Catalogue of Life.